# Bolsa Hondureña de Valores
La Bolsa Hondureña de Valores es una organización privada que brinda las facilidades necesarias para que sus miembros introduzcan órdenes y realicen negociaciones de compra venta de valores, fortalece el mercado de capitales e impulsa el desarrollo económico y financiero, canaliza el ahorro hacia la inversión, contribuyendo así al proceso de desarrollo económico.

## Historia
La bolsa de valores de Honduras se crea en 1990, en 1993 se crea la Bolsa Centroamericana de Valores (BCV), ambas bolsas operan en Honduras.
El empresario Daniel Hernández reveló que unos 150 inversionistas en el puesto de la BHV en la norteña ciudad de San Pedro Sula carecían de garantías en sus operaciones y estuvieron a punto de perder 21 millones de dólares, las empresas afectadas fueron ENVAFLEX, EXPOPLAS y TEXTINTER. El empresario José Yacamán debía US 5.9 millones de dólares a tres bancos del país y US 15.1 millones de dólares a inversionistas bursátiles, en total US 21 millones de dólares. Se decidió vender la maquinaria de las empresas para pagar a los bancos, pero esto no cubría el pago a los inversionistas.
El señor Gonzalo Carías en su condición de presidente de la Comisión de Banca y Seguros, admitió a los inversionistas en las BHV y BCV, que los 27.000 millones de lempiras en ambas bolsas carecen de garantías, porque no existía una ley que regule las bolsas de valores, por lo tanto los títulos y valores se extienden sin timbres de contratación, provocando una defraudación al estado.

## Participantes en la operación de las bolsas
1.- Los intermediarios entre demandantes de capital y oferentes de capital: Son las casas de bolsa, las sociedades de corretaje y bolsa, las sociedades de valores y las agencias de valores y bolsa, también el vendedor de títulos.
2.- Los oferentes de capital: Son los ahorradores e inversionistas. Ofrecen capital a los demandantes de capital.
3.- Demandantes de capital: Son las empresas, los organismos públicos o privados, entre otros. 
Los oferentes de capital ayudan al crecimiento de los demandantes de capital (por ejemplo la empresa), beneficiando de una alza en las acciones. Son muy útiles para el apoyo de todas las empresas que requieren capital y también para el desarrollo de las empresas tecnológicas.

## Mercados
Hay dos tipos de mercado, el mercado primario que coloca nuevas emisiones de títulos en el mercado y el mercado secundario que se encarga de ofrecer liquidez a los vendedores de títulos.

## Funciones de la BHV
- Encauzar el ahorro hacia la inversión,
- Transformar recursos de corto plazo en recursos de largo plazo.
- Contribuir a la difusión del capital mediante la incorporación de nuevos propietarios en el Sistema.

- Brindar información adecuada, oportuna y suficiente a los inversionistas.
- Ofrecer al inversionista las condiciones necesarias de legalidad y seguridad para la negociación de valores.
- Dictar los Reglamentos a que deban ajustarse las operaciones bursátiles.
- Manejar la inscripción de empresas y el registro de los títulos admitidos por la Bolsa de Valores.
- Supervisar que las operaciones que realizan los puestos y agentes corredores, se lleven a cabo dentro de las normas establecidas.[4]

## Compañías socias
- Inversiones Continental, S.A.
- Promotora Bursátil, S.A.
- Grupo FRAMARO, S.A.
- Acciones y Valores, S.A. (ACCIVAL)
- Comercio y Servicios, S.A.
- BAC Capital Markets Inc.
- INTEREMPRESAS, S.A.
- Mercantil de Valores, S.A. (MERVALORES),
- Laboratorios Finlay, S.A.
- Valores Bursátiles Corporativos, S.A. (VBC),
- Corporación Financiera Internacional, S.A. (COFINTER)
- Valores de Honduras, S.A.
- Inversiones Patria, S.A.
- Banco Hondureño del Café, S.A. (BANHCAFE)
- Anna G. Smith Rivera y Jacqueline M.C. Boulangeat Smith
- Citivalores de Honduras, S.A.
- Inversiones Clasificadas, S.A. (INCLASA),
- Grupo ALCON, S.A.
- Sociedad General de Inversiones, S.A. (SOGERIN).[5]

## Casas de Bolsa de valores
- CASA DE BOLSA PROMOTORA BURSATIL, S.A. (PROBURSA)
- SONIVAL CASA DE BOLSA S.A.
- CONTINENTAL CASA DE BOLSA, S.A.
- FOMENTO FINANCIERO S.A.
- CASA DE BOLSA MERCANTIL DE VALORES, S.A. (MERVALORES)
- CASA DE BOLSA PROMOCIONES E INVERSIONES EN BOLSA, S.A. (PROBOLSA)
- CASA DE BOLSA DE VALORES, S.A. (CABVAL)
- LAFISE VALORES DE HONDURAS CASA DE BOLSA, S.A.
- FICOHSA Casa De Bolsa

## Énlaces
- Sitio web de la Bolsa Hondureña de Valores
- Sitio web de la Bolsa de Valores Nacional de Guatemala
- Sitio web de la Bolsa Centroamericana de Valores
- Otros sitios de interés
- Bolsa Mexicana de Valores
- http://es.wikipedia.org/wiki/Bolsa_de_Valores_de_S%C3%A3o_Paulo

- Datos: Q5731652